# Najas arguta
Najas arguta là một loài thực vật có hoa trong họ Hydrocharitaceae. Loài này được Kunth mô tả khoa học đầu tiên năm 1816.